# Rotore di coda

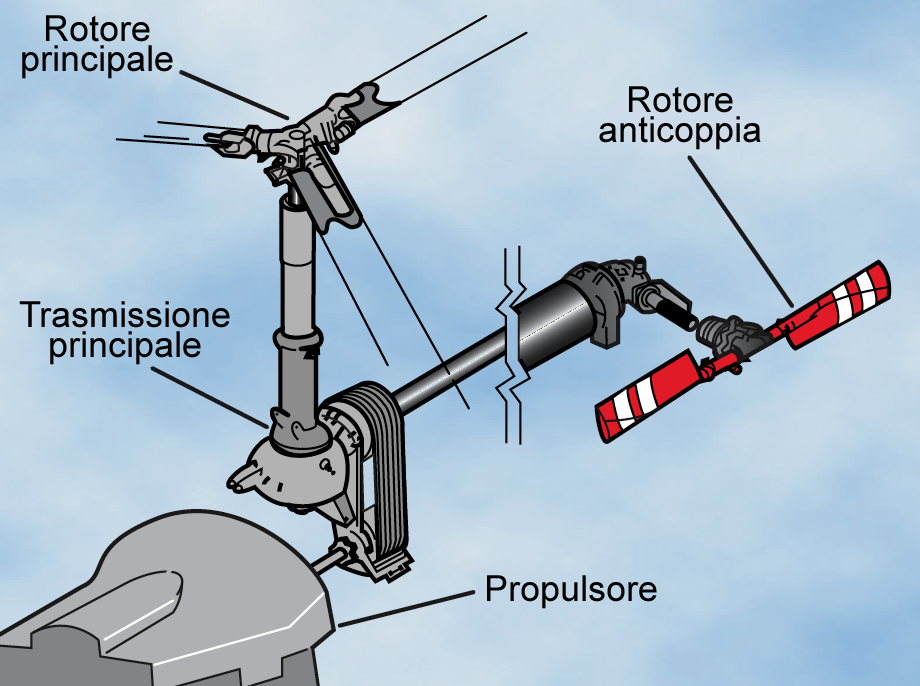
Il rotore di coda (o anticoppia).

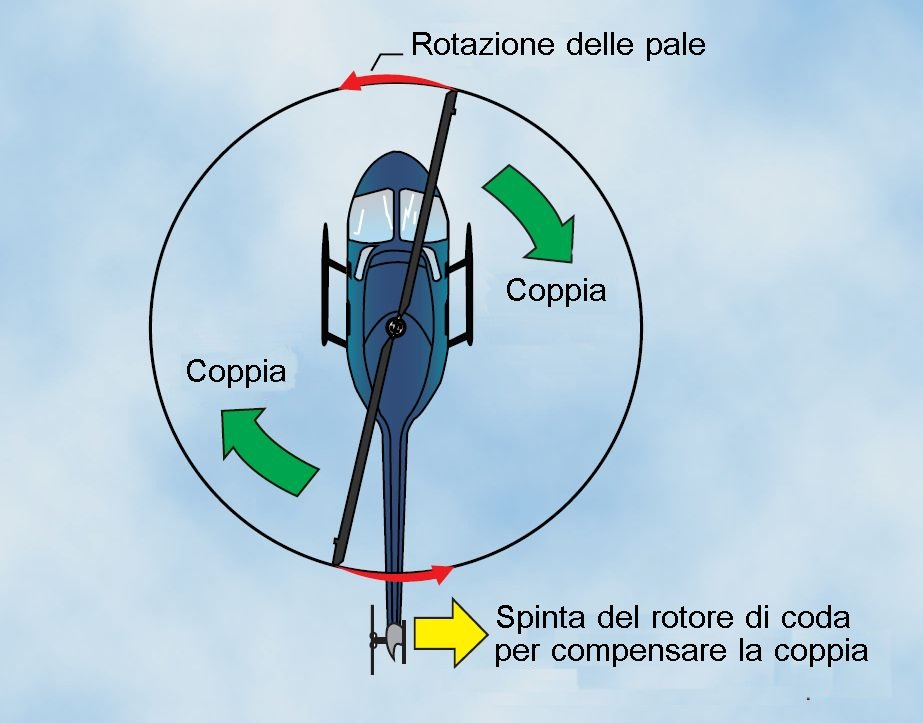
Compensazione delle coppie che agiscono su un elicottero grazie al rotore di coda.

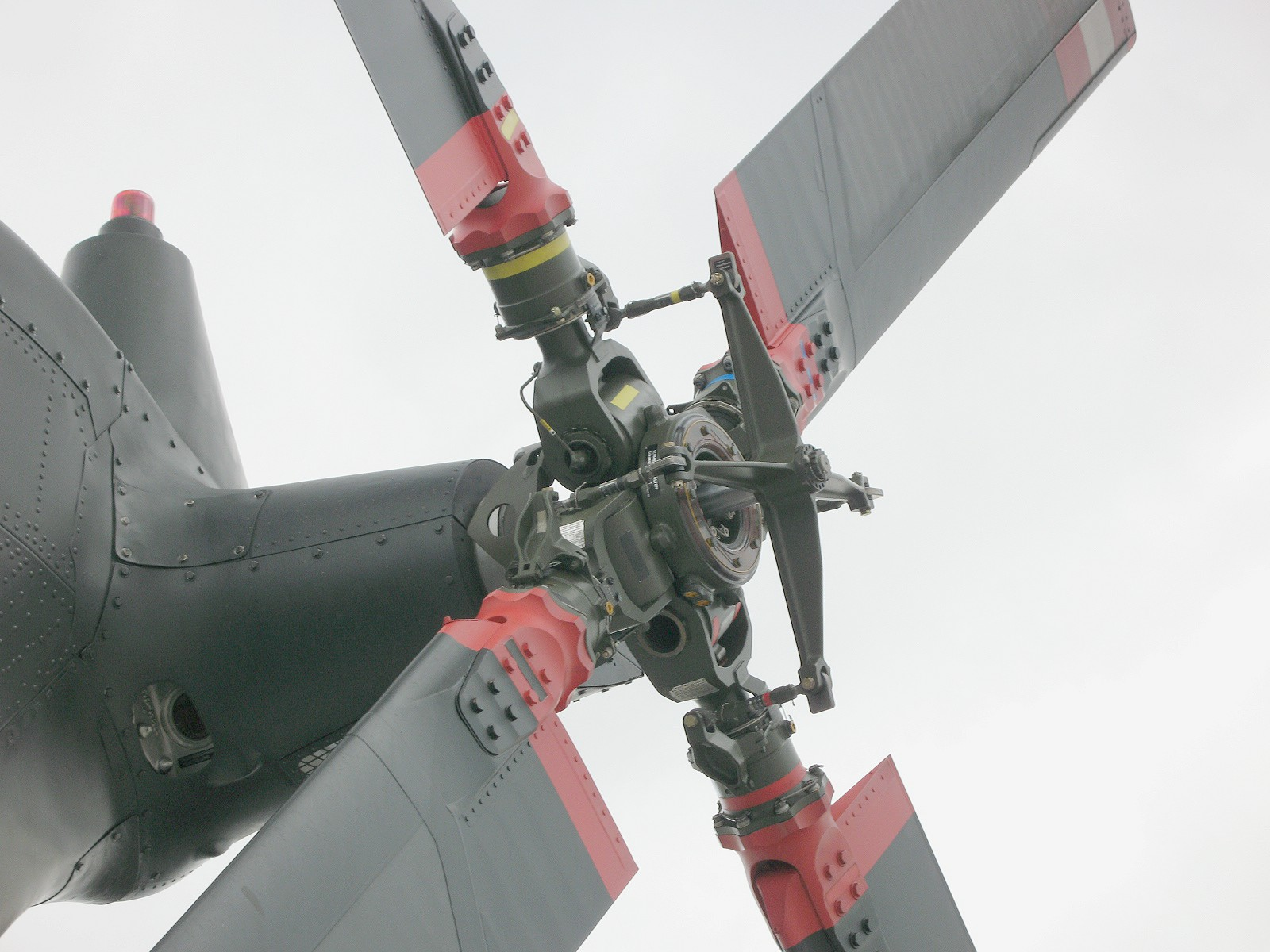
Particolari dei leveraggi del rotore di coda di un Sikorsky CH-53G.

Il rotore di coda o rotore anticoppia è un componente tecnologico di un'aerodina, più specificatamente usato nell'elicottero. Posto al termine della trave di coda è formato da un rotore generalmente di piccolo diametro, montato su un lato il più possibile vicino alla perpendicolare del rotore principale.
La funzione di questo dispositivo è quella di contrastare l'imbardata indesiderata generata dal rotore principale. Infatti, secondo quanto spiegato dalla legge di conservazione del momento angolare, ad ogni oggetto del quale viene forzata la rotazione, va associata una coppia di forze di reazione contraria che agisce sul supporto, in questo caso la fusoliera dell'aerogiro. Semplificando il concetto, il rotore di coda è un propulsore che spinge il corpo dell'elicottero nella direzione opposta a quella dovuta al rotore principale, per evitare la perdita di controllo.
Grazie alla possibilità di variare l'incidenza delle pale del rotore di coda si può ottenere un controllo dell'imbardata in funzione della direzionalità dell'apparecchio. Questo controllo, coordinato con le impostazioni del rotore principale, è essenziale nella gestione degli alti movimenti in volo: il beccheggio e il rollio.

## Importanza
Il rotore di coda, per il suo ruolo di stabilizzatore dell'aerogiro dove è installato, è un componente estremamente importante e cruciale e la perdita o danni gravi, comportano in genere l'immediata perdita di controllo dell'aeromobile con conseguenze spesso gravi o fatali.
Comunque, l'avaria non necessariamente significa la perdita di controllo e un incidente — un elicottero senza rotore di coda che abbia sufficiente velocità orizzontale, può qualche volta ancora essere governato. In un episodio, un pilota di elicottero della Nuova Zelanda con grande esperienza di volo, riuscì a superare la perdita del rotore di coda del suo Robinson R44 avvenuta a 1300 m (4500 ft) di quota e dovuta all'impatto con un oggetto (probabilmente caduto dalla cabina aperta). Il pilota continuò il volo in condizioni di emergenza per oltre 25 minuti fino a raggiungere un aeroporto utilizzato per uso agricolo in Fiordland, obbligato dal fatto che non erano disponibili altri luoghi per l'atterraggio nella regione montuosa che stava sorvolando. Fu costretto ad atterrare ad una velocità di 150 km/h (80 nodi) e strisciò a terra con il suo carrello a pattini per 45 m prima di fermarsi, illeso. L'elicottero riportò danni abbastanza lievi da poter essere riparati.

## Le sfide tecnologiche
Il rotore di coda e la sua interazione con il flusso d'aria generato dal rotore principale ("downwash"), sono tra le principali cause di generazione del forte rumore dell'elicottero. Esistono soluzioni costruttive diverse che riguardano l'installazione del rotore di coda, particolarmente nei modelli più piccoli.
Per ridurre il rumore complessivo prodotto dall'apparecchio, il rotore di coda può trovarsi sotto la circonferenza del rotore di testa, soluzione più comune, oppure al di fuori di questa circonferenza, come nel caso degli elicotteri pesanti da carico come l'italobritannico AgustaWestland EH-101 o il mastodontico sovietico-russo Mil Mi-26. Analogamente alle pale del rotore principale o anche delle convenzionali eliche usate dagli aerei più moderni, il rotore di coda ha pale a passo variabile e può essere realizzato, in funzione della superficie del rotore principale, con un numero crescente di pale a partire dalla soluzione bipala più semplice.
Altro rotore di tipo particolare è quello dell'elicottero di attacco Hughes AH-64 Apache, che ha una struttura a passo variabile da 2,79 m di diametro e presenta le pale disposte ad intervalli non costanti con una struttura detta "ad X stretta", sempre per ridurre il rumore generato. La soluzione è stata adottata anche dal sovietico, poi russo Mil Mi-28 "Havoc".
Negli anni la tecnologia ha cercato di ridurre, oltre alla rumorosità, la pericolosità di questo componente che ha causato molti incidenti mortali per la vicinanza di personale a terra all'elicottero in movimento. A questo riguardo sono state introdotte delle soluzioni di sicurezza passiva, segnalando visivamente gli ingombri delle pale in movimento e, quando possibile, alzando al massimo rispetto al suolo il rotore, fino a consentire il passaggio in piedi di persone al disotto, come accade negli elicotteri più grandi.

## Le soluzioni innovative

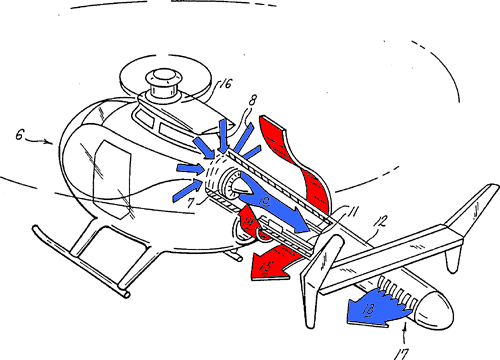
Il principio di funzionamento del NOTAR.

Una innovazione importante venne dall'introduzione del fenestron, una soluzione tecnica che vedeva per la prima volta il rotore di coda opportunamente modificato per poter essere integrato nella parte finale della stessa trave di coda. L'evoluzione finale di questo concetto vide la nascita del NOTAR, acronimo in lingua inglese di NO TAil Rotor, ovvero rotore di coda non presente, sviluppato dall'azienda statunitense McDonnell Douglas Helicopter Systems, ora MD Helicopters, che sfrutta l'effetto Coandă tramite una ventola a passo variabile messa in movimento, come nelle soluzioni precedenti, dal motore principale ed impiegata per spingere aria forzata dentro la trave di coda realizzata con una struttura tubolare cava. L'aria in pressione viene poi fatta uscire da una finestra laterale, la cui apertura è governabile dal pilota per il necessario controllo della coppia di controllo.